# 寶貼

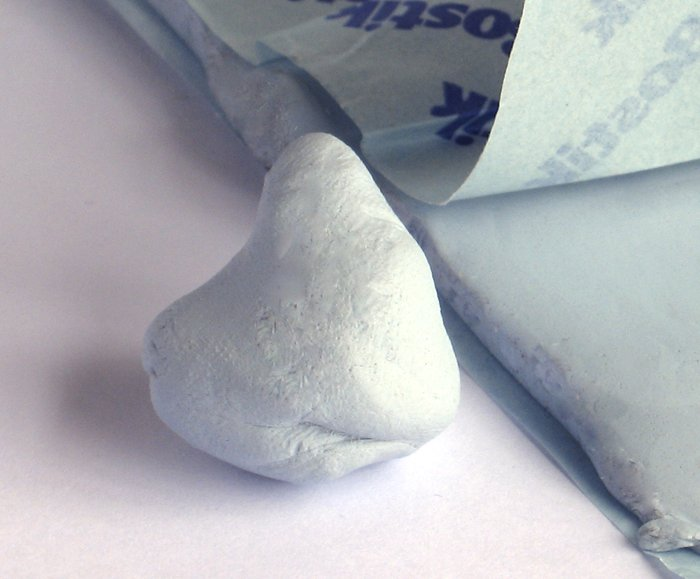
萬能環保黏土

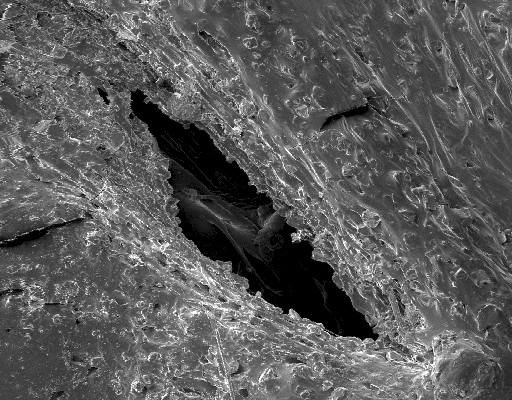
掃描電子顯微鏡下的萬能環保黏土

萬能環保黏土（Blu Tack），是可重複使用的油灰狀的壓敏粘合劑，常用於輕量對象（如海報或紙張）附加到牆壁或其他乾燥的表面。一般為藍白色，也有其他顏色，為一種人工合成的橡膠化合物。主要由波士膠（Bostik）生產。
過去英文名稱會有分號，為Blu-Tack，現已去除分號不用。
萬能環保黏土的成分是機密，但被敘述為在正常條件下沒有危險特性的合成橡膠混合物。可以吞食並無害，並且不致癌。它不溶於水，比水濃。該材料不易燃，但在有火及高溫環境下會散發出二氧化碳及一氧化碳。
萬能環保黏土並非該類產品的先驅，早在1964年布魯克製造公司（Brooks Manufacturing Company）就已推出了塑膠貼（Plasti-Tak），並於同年獲得了註冊商標。萬能環保黏土的出現普及了此類粘合劑產品，許多廠商看上了萬能環保黏土穩定的性質跟風推出了像萬能環保黏土的產品，並行銷至全球普及了此類粘合劑產品的運用。
到2015年為止，波士膠的萊斯特工廠平均每週生產約100噸萬能環保黏土。

## 歷史
萬能環保黏土最初是在1969年開發的，它是粉筆粉、橡膠和油開發新型密封膠時的意外產生的物質。發明者名字未知。 當初生產的萬能環保黏土是白色，但消費者研究表明，擔心兒童可能會將萬能環保黏土誤認為是口香糖吞下，因此增加了藍色等其他顏色。
2008年3月在英國，推出約20000盒粉紅萬能環保黏土，為乳腺癌防治運動籌集資金， 每包價格10英鎊（13.28美元），獲利將捐給慈善機構。略微改變了配方以保持與其對應的藍色粘合劑的一致性。此後推出了各種顏色的粘合劑，包括紅色、白色、黃色和綠色萬聖節包裝。

## 類似產品
許多廠商推出了跟萬能環保黏土類似卻有不同顏色變體的產品，如輝柏嘉的"Tack-it"、漢高的 "Fun-Tak"、UHU的 "可貼式油灰"（Poster Putty）、"黏貼"（Sticky Tack）和"軟糖貼"（Gummy Stitcker）、普樂士（Pritt）的"Sticky Stuff"、波士膠的"普雷士膠（Prestik）"和艾默的產品（Elmer's Products）的"Poster Tack"。
有些廠商的粘合劑產品會以通用名稱“膠粘油灰”和“安裝油灰”出售。油灰的通用商標會因通用名在不同地區命名而異。在法國、義大利、葡萄牙稱"Patafix" ，在冰島稱 （老師口香糖），在瑞典稱 (附著黏貼) 或，在南非稱 （南非荷蘭語意思為驚奇膠水）。

## 其他用途
像所有海報油灰一樣，萬能環保黏土提供藝術家軟橡皮的替代品，具有出色的抓地力和可塑性。萬能環保黏土的形狀可以做得質地穩定，甚至可以在很小的部分中捏出形狀，就像軟橡皮，可以拉伸和揉搓使其表面清新。
一些比例模型愛好者將萬能環保黏土用作掩飾迷彩格式的掩膜介質，它可輕鬆模製成任何形狀，並且不會與基礎塗料發生反應或脫落。
萬能環保黏土也用於雕刻， 2007年藝術家伊麗莎白·湯普森（Elizabeth Thompson）用約4000個萬能環保黏土在金屬絲框架上刻出200（440磅）公斤的家蜘蛛雕塑，並在倫敦動物園展出。其他藝術家也用保貼作為創作藝術品的材料，如定格動畫等。
由於其低幅度響應特性，萬能環保黏土可用作聲音與振動應用上的阻尼媒介。
可在螺釘頂部放置少量的萬能環保黏土，將其固定在螺絲起子上。
通過油灰輕輕壓入耳機網孔，萬能環保黏土也能用於清潔耳戴式耳機。
萬能環保黏土也是非處方耳塞的替代品，可減少日常生活的噪音，使房間有舒適安靜的空間。

## 請參閱
- 口紅膠

## 外部連結
- Official Blu-Tack site, UK
- Official Blu Tack site, Australia